# アラゴアス (モニター)

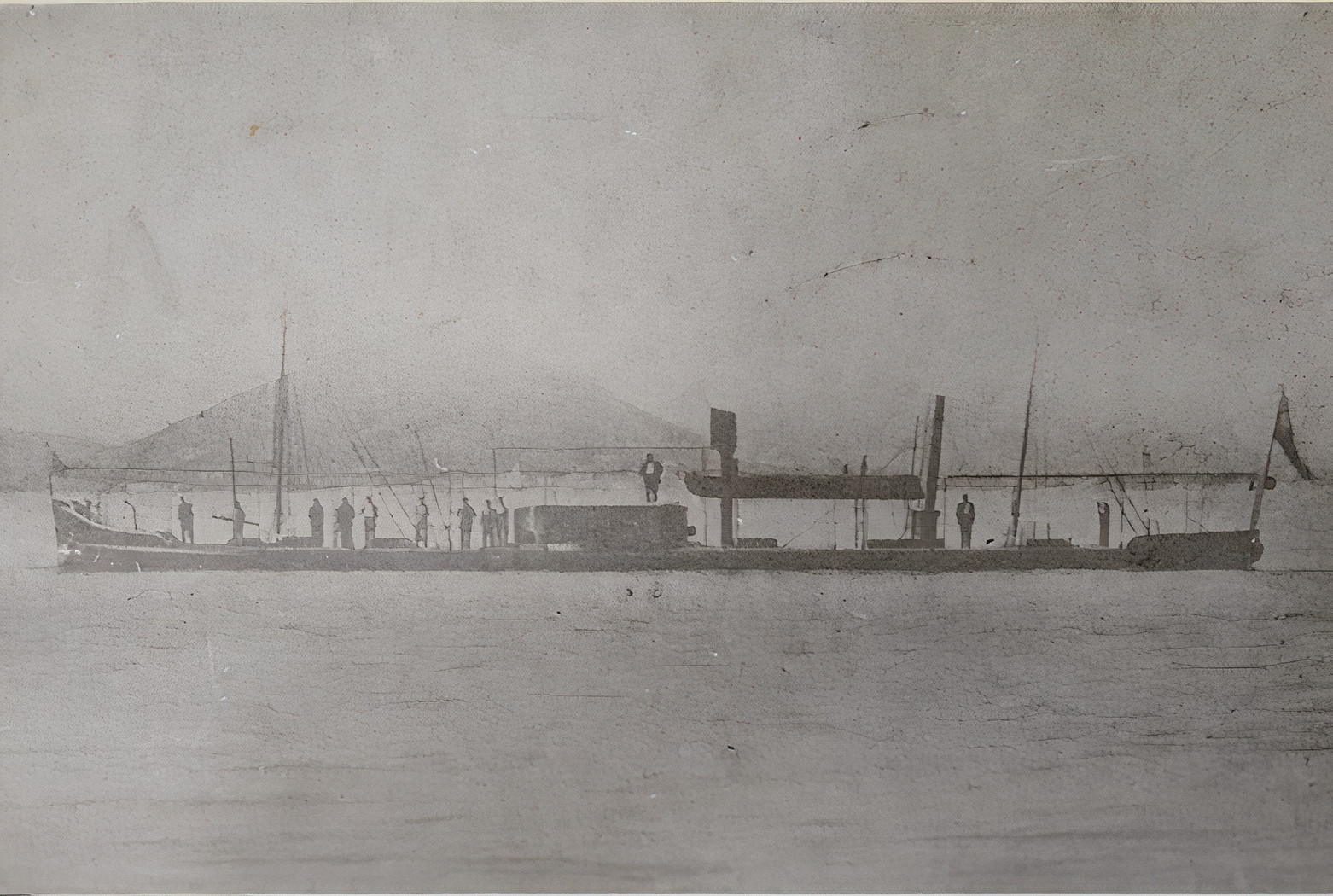
「アラゴアス」

アラゴアス (Alagoas) はパラグアイ戦争中に建造されたブラジル海軍のモニター。パラ級。
船体は木製。満載排水量500トン、全長39m、垂線間長36.59m、幅8.54m、乾舷0.3m。衝角を有する。直動機関2基、ボイラー2基搭載、出力180図示馬力、2軸推進で速度は穏やかな水面で最大8ノット。兵装はホイットワース70ポンド前装砲1門。1880年代には11mm機銃2挺が追加された。装甲は装甲帯が厚さ51mmから102mm、砲塔は前面152mm、側面102mm、後面76mm。
リオ・デ・ジャネイロの海軍工廠で建造。1866年12月8日起工。1867年10月29日進水。同年11月竣工。
1868年2月13日、「アラゴアス」と「パラ」と「リオ・グランデ」はFort Curupaytyを通過し、Humaitá付近で艦隊主力と合流した。
1868年2月19日、「バローゾ」、「バイア」、「タマンダーレ」、「リオ・グランデ」、「アラゴアス」、「パラ」はHumaitáの場所を突破。この際、「リオ・グランデ」、「アラゴアス」、「パラ」はそれぞれ「バローゾ」、「バイア」。「タマンダーレ」に横付けされていた。突破の際、敵弾が「バイア」と「アラゴアス」の前部を繋ぐケーブルを切断し、次いで艦尾のケーブルも水の抵抗によって切れて「アラゴアス」は下流へと流された。「アラゴアス」の艦長は錨をおろせ、または下流へ退避せよとの命令を無視。支援部隊の装甲艦「Herval」と衝突したが、どうにか機関を動かし上流へ向かった。次いでカヌーの乗ったパラグアイ兵が「アラゴアス」への乗り込みを図ったが撃退し、「アラゴアス」は他艦と合流した。ブラジル部隊はTimbóの砲台の場所も抜け、正午にTayíで停泊した。「アラゴアス」は187回被弾しており、数週間修理に要した。被弾は200発とも。
1868年7月23日、San FernandoやTebicuary川沿いのパラグアイ軍に対する砲撃に参加。8月24日にも「アラゴアス」は砲撃を行った。
1868年10月10日、「アラゴアス」は「リマ・バロス」とともにAngosturaを砲撃。 11月29日には「バイア」、「タマンダーレ」、「リオ・グランデ」とともにアスンシオンを砲撃した。12月3日、「パラ」とともにVilletaを砲撃。
1869年1月5日、「アラゴアス」などパラ級モニター5隻は「バイア」などともにアスンシオンからパラグアイの残存艦船の存在が報告されたManduvirá川へ向かう。1月6日、船を曳航している複数のパラグアイ船を発見。パラグアイ側は曳航していた船を沈めると、逃走した。1月7日に封鎖船に先をふさがれたため、ブラジル部隊は引き返した。
1893-1894年、「アラゴアス」は反乱に加わった。
「アラゴアス」は1900年に解体された。